# Philipp Petzschner
Philipp Petzschner (* 24. březen 1984 v Bayreuthu, Německo) je německý profesionální tenista. V roce 2010 vyhrál první grandslam, když společně s Jürgenem Melzerem triumfovali ve čtyřhře na Wimbledonu, se kterým získal také titul na US Open 2011.
Ve své dosavadní kariéře vyhrál jeden turnaj ATP World Tour ve dvouhře a pět turnajů ve čtyřhře. Nejvýše klasifikován na žebříčku ATP byl pro dvouhru na 35. místě (září 2009) a pro čtyřhru pak v dubnu 2011 na 9. místě.
V září 2010 se oženil s Dewi, se kterou má jednoho syna.

## Finálová utkání na Grand Slamu

### Čtyřhra: 2 (2–0)

#### Vítěz
| Rok  | Turnaj    | Povrch | Spoluhráč     | Protihráči                           | Výsledek      |
| 2010 | Wimbledon | tráva  | Jürgen Melzer | Horia Tecău Robert Lindstedt         | 6–1, 7–5, 7–5 |
| 2011 | US Open   | tvrdý  | Jürgen Melzer | Mariusz Fyrstenberg Marcin Matkowski | 6–2, 6–2      |

## Finálové účasti na turnajích ATP World Tour ()[1]

### Dvouhra - výhry (1)
| Legenda                                                       |
| ATP International Series Gold / ATP World Tour 500 Series (1) |
| ATP International Series / ATP World Tour 250 Series (0)      |

| Č. | Datum          | Turnaj          | Povrch    | Soupeř ve finále | Výsledek |
| 1. | 12. říjen 2008 | Vídeň, Rakousko | tvrdý (h) | Gaël Monfils     | 6-4, 6-4 |

### Dvouhra - prohry (1)
| Legenda                                                       |
| ATP International Series Gold / ATP World Tour 500 Series (1) |
| ATP International Series / ATP World Tour 250 Series (0)      |

| Č. | Datum           | Turnaj         | Povrch | Vítěz                 | Výsledek        |
| 1. | 12. červen 2011 | Halle, Německo | tráva  | Philipp Kohlschreiber | 7-65, 2-0 skreč |

### Čtyřhra – výhry (5)
| Legenda (čtyřhra)                                               |
| --------------------------------------------------------------- |
| Grand Slam (2–0)                                                |
| ATP World Tour Finals (0)                                       |
| ATP World Tour Masters 1000 (0)                                 |
| ATP International Series Gold / ATP World Tour 500 Series (1–1) |
| ATP World Tour 250 Series (2–1)                                 |

| Č. | Datum             | Turnaj                | Povrch    | Partner       | Soupeři ve finále                    | Výsledek         |
| 1. | 7. únor 2010      | Záhřeb, Chorvatsko    | tvrdý (h) | Jürgen Melzer | Arnaud Clément Olivier Rochus        | 3-6, 6-3, 10-8   |
| 2. | 3. července 2010  | Wimbledon, Anglie     | Grass     | Jürgen Melzer | Robert Lindstedt Horia Tecău         | 6–1, 7–5, 7–5    |
| 3. | 13. února 2011    | Rotterdam, Nizozemsko | tvrdý (h) | Jürgen Melzer | Michaël Llodra Nenad Zimonjić        | 6–4, 3–6, [10–5] |
| 4. | 16. července 2011 | Stuttgart, Německo    | antuka    | Jürgen Melzer | Marcel Granollers Marc López         | 6–3, 6–4         |
| 5. | 10. září 2011     | US Open, USA          | tvrdý     | Jürgen Melzer | Mariusz Fyrstenberg Marcin Matkowski | 6–2, 6–2         |

### Čtyřhra – prohry (2)
| Č. | Datum             | Turnaj             | Povrch    | Partner         | Vítězové                       | Výsledek           |
| 1. | 12. říjen 2008    | Vídeň, Rakousko    | tvrdý (h) | Alexander Peya  | Max Mirnyj Andy Ram            | 6-1, 7-5           |
| 2. | 18. července 2010 | Stuttgart, Německo | antuka    | Christopher Kas | Carlos Berlocq Eduardo Schwank | 6–7(5–7), 6–7(6–8) |

## Davisův pohár
Philipp Petzschner se k únoru 2009 zúčastnil 3 zápasů v Davisově poháru  za tým Německa s bilancí 0-1 ve dvouhře a 2-1 ve čtyřhře.

## Postavení na žebříčku ATP na konci sezóny

### Dvouhra
| Rok    | 2000  | 2001   | 2002   | 2003   | 2004   | 2005   | 2006   | 2007   | 2008  | 2009  |
| Pořadí | 1247. | ▲ 762. | ▲ 395. | ▲ 327. | ▼ 394. | ▲ 307. | ▬ 307. | ▲ 184. | ▲ 66. | ▼ 80. |

### Čtyřhra
| Rok    | 2001 | 2002   | 2003   | 2004   | 2005   | 2006  | 2007   | 2008  | 2009  |
| Pořadí | 781. | ▲ 301. | ▲ 218. | ▲ 205. | ▲ 118. | ▲ 68. | ▼ 140. | ▲ 41. | ▼ 55. |